# نفس کشیدن (ترانه)
«نفس کشیدن» (به انگلیسی: breathin) تک‌آهنگی از هنرمند اهل ایالات متحده آمریکا آریانا گرانده از آلبوم شیرین‌کننده است.